# Bregi Radobojski
Bregi Radobojski falu Horvátországban Krapina-Zagorje megyében. Közigazgatásilag Radobojhoz tartozik.

## Fekvése
Krapinától 5 km-re délkeletre, községközpontjától 4  km-re délnyugatra fekszik.

## Története
1857-ben 249, 1910-ben 542 lakosa volt. A falu Trianonig Varasd vármegye Krapinai járásához tartozott. 
2001-ben 491 lakosa volt.

## Külső hivatkozások
Radoboj község hivatalos oldala